# Vaala
Vaala es una localidad finesa localizada en la región de Kainuu. En 2004, tenía una población de 3.751 habitantes y un área 1.765 km² de los que 446 km² son agua (densidad de población: 2,8 habitantes por km²). El municipio es unilingüe en finlandés y se estableció en 1954, anteriormente se llamaba Säräisniemi y se fundó en 1867. Vaala es también una palabra en finés antiguo que hace referencia al curso del río justo antes de los rápidos. 
Su lago, Oulujärvi,  es el cuarto más grande de Finlandia.